# Cyphia phyteuma
Cyphia phyteuma là loài thực vật có hoa trong họ Hoa chuông. Loài này được (L.) Willd. mô tả khoa học đầu tiên năm 1798.